# 王檀
王檀（866年—916年），字众美，京兆府（今陕西省西安市）人，中国五代后梁将领。
王檀年轻时聪明，仪容英俊，喜读兵书，颇有韬略。唐僖宗中和年间，朱温镇守汴州，王檀为小校。勇冠诸将，摧锋陷阵，屡建战功。中和四年（884年）以军功历迁踏白副指挥使，光启三年（887年），辅佐朱珍败感化军节度使时溥，获敌将孙用和、束诩。文德元年（888年），补冲山都虞侯。次年改左踏白马军副将。唐昭宗大顺元年（890年），转任顺义都将。大破王师范，官至密州马步军都指挥使、密州刺史。朱温称帝，建立后梁，王檀以功升为保义军节度使（驻邢州，今河北省邢台市）、潞州东北面行营招讨使、检校太尉。乾化元年（911年），梁晋柏乡之战，梁将王景仁兵败，河朔大震。王檀守邢州，接应败军。李存勗来攻，晋大军围邢州，王檀以孤城力战拒敌，坚守数月，迫使晋军回师，终于保全邢州。此役结束后，王檀以功加开府仪同三司、同中书门下平章事，封瑯琊郡王。梁末帝即位，以王檀为匡国军节度使（驻许州，今河南省许昌市）。率兵袭击晋阳，几乎攻陷，不克而返。改任为天平军节度使（驻郓州，今山东省东平县）。为帐下叛兵所杀，时年五十一，追谥忠毅。

## 延伸阅读
[在维基数据编辑]
 《舊五代史·卷22》，出自薛居正《舊五代史》
 《新五代史/卷23》，出自歐陽修《新五代史》